# Google Презентації
Google Презентації (англ. Google Slides) — презентаційна програма, що входить до складу безкоштовного вебпрограмного офісного пакету, пропонованого компанією Google у межах служби Google Drive. Послуга також включає в себе Google Документи і Google Таблиці, текстовий процесор і електронну таблицю відповідно. Google Слайди доступні як вебдодаток, мобільний додаток для Android, iOS, Windows, BlackBerry, а також як настільний додаток у ChromeOS від Google. Додаток сумісний з форматами файлів Microsoft PowerPoint.
Презентації дозволяють користувачам створювати та редагувати презентації в Інтернеті під час співпраці з іншими користувачами в режимі реального часу. Правки відслідковуються користувачем з історією редагування, яка відстежує зміни в презентації. Положення кожного редактора виділяється певним для редактора кольором/курсором, і система регулює, що користувачі можуть робити через різний ступінь дозволів. Оновленнями було введено функції за допомогою машинного навчання, включаючи «Explore», пропонуючи макети та зображення для презентацій та «Елементи дій», що дозволяє користувачам призначати завдання іншим користувачам.

## Історія
У вересні 2007 року Google випустила презентаційну програму для Google Suite яка виникла з моменту придбання компанією Tonic Systems 17 квітня 2007 року. У березні 2010 року компанія Google придбала DocVerse, компанію з онлайн-документообігу, яка дозволила здійснювати онлайн-співпрацю між декількома користувачами в Microsoft PowerPoint та інших сумісних форматах документів Microsoft Office, таких як Word та Excel. Вдосконалення на основі DocVerse були оголошені та впроваджені у квітні 2010 року. У червні 2012 року компанія Google придбала Quickoffice — безкоштовний фірмовий пакет продуктивності для мобільних пристроїв. У жовтні 2012 року Презентації Google були перейменовані в Google Slides, і було випущено додаток Chrome, який надав ярлики до слайдів на новій вкладці Chrome.

## Платформи
Google Слайди доступні у вигляді вебпрограми, що підтримується у браузерах Google Chrome, Mozilla Firefox, Internet Explorer, Microsoft Edge та Safari. Користувачі можуть отримати доступ до презентацій, а також до інших файлів через вебсайт Google Drive. У червні 2014 року Google розробив спеціалізовану домашню сторінку вебсайту для Презентацій, яка містила лише файли, створені за допомогою пакета Диска. У 2014 році Google запустив спеціальний мобільний додаток Google Презентації для мобільних операційних систем Android та iOS. У 2015 році вебсайт для мобільної версії Презентацій було оновлено «простішим, більш рівномірним» інтерфейсом, і хоча користувачі можуть читати файли через мобільні вебсайти, користувачі, які намагаються редагувати презентації, будуть перенаправлені на спеціальний мобільний додаток для слайдів, тим самим запобігаючи редагуванню в Інтернеті для мобільних пристроїв.

## Особливості

### Редагування

#### Історія співпраці та перегляду
Презентації служать інструментом для спільного редагування презентацій в режимі реального часу. Презентації можуть спільно використовуватися, відкриватися та редагуватися декількома користувачами одночасно, і користувачі можуть бачити зміни в режимі «слайд-слайд» та «символ-символ», коли інші співробітники вносять зміни. Зміни автоматично зберігаються на серверах Google, історія редагувань автоматично зберігається, і користувачі мають можливість повернутися до попередніх версій.
Поточна позиція редактора представлена специфічним для редактора кольором/курсором, тому якщо інший редактор переглядає той самий слайд, вони можуть бачити зміни, як вони відбуваються. Функція чату на бічній панелі дозволяє співробітникам обговорювати зміни. Історія редагування дозволяє користувачам бачити доповнення, внесені до документа, причому кожен автор відрізняється кольором. Можна порівняти лише суміжні версії, і користувачі не можуть контролювати, наскільки часто зберігаються зміни. Файли можна експортувати на локальний комп'ютер користувача у різних форматах, включаючи HTML, .jpg та PDF.

#### Explore
Запущений у вересні 2016 року, «Explore» надає додаткові можливості функціонуванню пакету Drive за допомогою машинного навчання. На Google Презентаціях Explore динамічно створює дизайнерські пропозиції на основі вмісту кожного слайда. Особливості «Explore» в наборі Диска слідують за запуском більш базового інструменту дослідження, який був створений в 2012 році.

#### Елементи дії
У жовтні 2016 року Google оголосив про додавання «елементів дій» до Презентацій. Якщо користувач записує ім'я особи, з якою поділяється презентація у коментарі, служба розумно призначить цю дію людині. Google заявляє, що це полегшить іншим співробітникам бачити, хто відповідає за окремі завдання. Коли користувач відвідує Google Таблиці або будь-які інші програми Google Диска, будь-які файли із покладеними на них завданнями будуть виділені значком.

#### Додатки
У березні 2014 року компанія Google представила додатки: нові інструменти від сторонніх розробників, які додають більше функцій у Google Таблиці.

#### Офлайн-редагування
Щоб переглядати та редагувати презентації в режимі офлайн, користувачі повинні використовувати браузер Google Chrome. Розширення Chrome — Google Документи офлайн — дозволяє користувачам ввімкнути підтримку файлів в режимі офлайн для Презентацій на вебсайті Диска Google. Додатки для Android та iOS в основному підтримують редагування в режимі офлайн.

### Файли

#### Підтримувані формати та обмеження файлів
Презентації Google Слайдів можна зберегти як .ppt (якщо новіші, ніж Microsoft Office 95), .pptx, .pptm, .pps, .ppsx, .ppsm, .pot, .potx та .potm. Файли презентації Google Презентацій, перетворені у формат Презентацій .gslides, не можуть перевищувати 100 МБ. Вставлені зображення не можуть бути більшими за 50 МБ і мають бути у форматі .jpg, .png або неанімованому форматі .gif.

### G Suite
Додаток Google Презентації має безкоштовний доступ для приватних осіб, але він також доступний як частина сервісу Google Suite, орієнтованого на бізнес, який є щомісячною підпискою, що дає можливість додаткового функціонування, орієнтованого на бізнес.

### Інші функціональні можливості
Доступний простий інструмент пошуку та заміни, як і всі програми набору Google Drive, до Презентацій входить інструмент веббуфера обміну, який дозволяє користувачам копіювати та вставляти вміст між Презентаціями та іншими програмами Диска. Веббуфер обміну також можна використовувати для копіювання та вставлення вмісту між різними комп'ютерами. Скопійовані елементи зберігаються на серверах Google до 30 днів. Для більшості копіювання та вставки Google Презентації також підтримують комбінації клавіш, але іноді завдяки підтримці цього, вони дозволять використовувати лише комбінації клавіш.
Google пропонує розширення для браузера Google Chrome під назвою редагування Office для Документів, Таблиць і Презентацій, що дозволяє користувачам переглядати та редагувати PowerPoint та інші документи Microsoft Office у Google Chrome через додаток Таблиці. Розширення можна використовувати для відкриття файлів Office, що зберігаються на комп'ютері за допомогою Chrome, а також для відкриття файлів Office, що зустрічаються в Інтернеті (у вигляді вкладень електронної пошти, результатів вебпошуку тощо), не потребуючи їхнього завантаження. Розширення встановлено в Chrome ОС за замовчуванням.
Google Cloud Connect був плагіном для Microsoft Office 2003, 2007 та 2010 років, який міг автоматично зберігати та синхронізувати будь-яку презентацію PowerPoint до Документів Google (до введення Диска) у формати Google Презентації або Microsoft PowerPoint. Онлайн-копія автоматично оновлювалася щоразу, коли документ PowerPoint зберігався. Документи PowerPoint можна редагувати в режимі офлайн та синхронізувати пізніше, коли вони в Інтернеті. Google Cloud Connect підтримував попередні версії документів і дозволяв багатьом користувачам співпрацювати, працюючи над тим самим документом одночасно. Підтримку Google Cloud Connect припинено з 30 квітня 2013 року, оскільки, за даними Google, Google Drive виконує всі перераховані вище завдання, «з кращими результатами».